# Thomas David (Sänger)

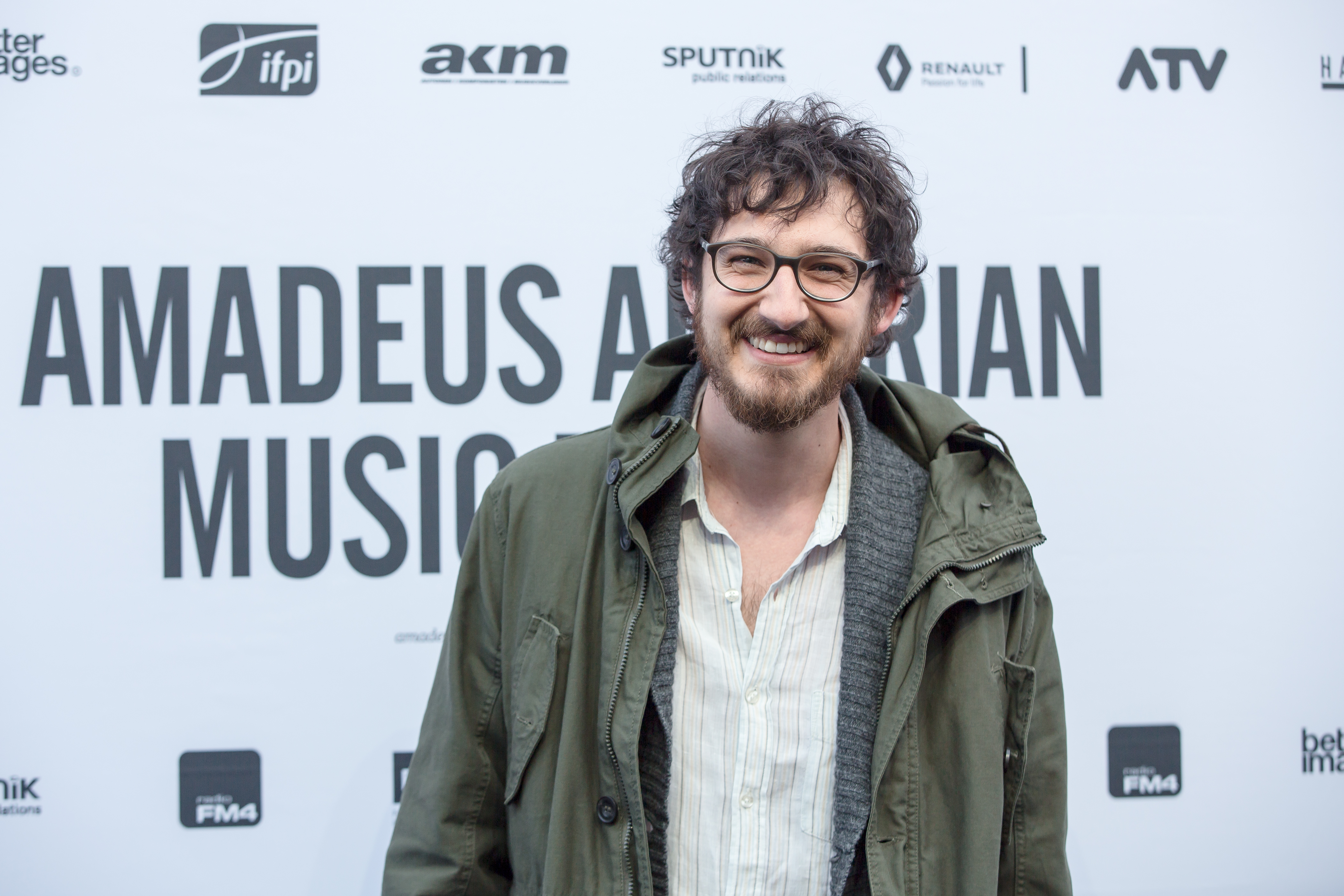
Thomas David (2016)

Thomas David Putz (* 16. Februar 1985 in Leoben) ist ein österreichischer Singer-Songwriter.
2003 nahm Putz an der Castingshow Starmania bei ORF 1 teil und erreichte den zehnten Platz. In den folgenden Jahren war er als Behindertenbetreuer tätig. 2013 siegte er in der Talentshow Die große Chance bei ORF eins. Seine Singles Able und Head Out erreichten im Vertrieb von Sony Music Austria anschließend die Plätze vier und sechs der österreichischen Charts.

## Diskografie
Studioalben
- 2013: Able
- 2017: To Love

Singles
- 2013: Able[5]
- 2013: Head Out
- 2013: Sit on Top
- 2017: Find My Love[6]
- 2017: Million Lights[7]